# Leucopis orbiseta
Leucopis orbiseta är en tvåvingeart som beskrevs av Mcalpine 1971. Leucopis orbiseta ingår i släktet Leucopis och familjen markflugor. Inga underarter finns listade i Catalogue of Life.